# Instituto de Astrofísica da Andaluzia

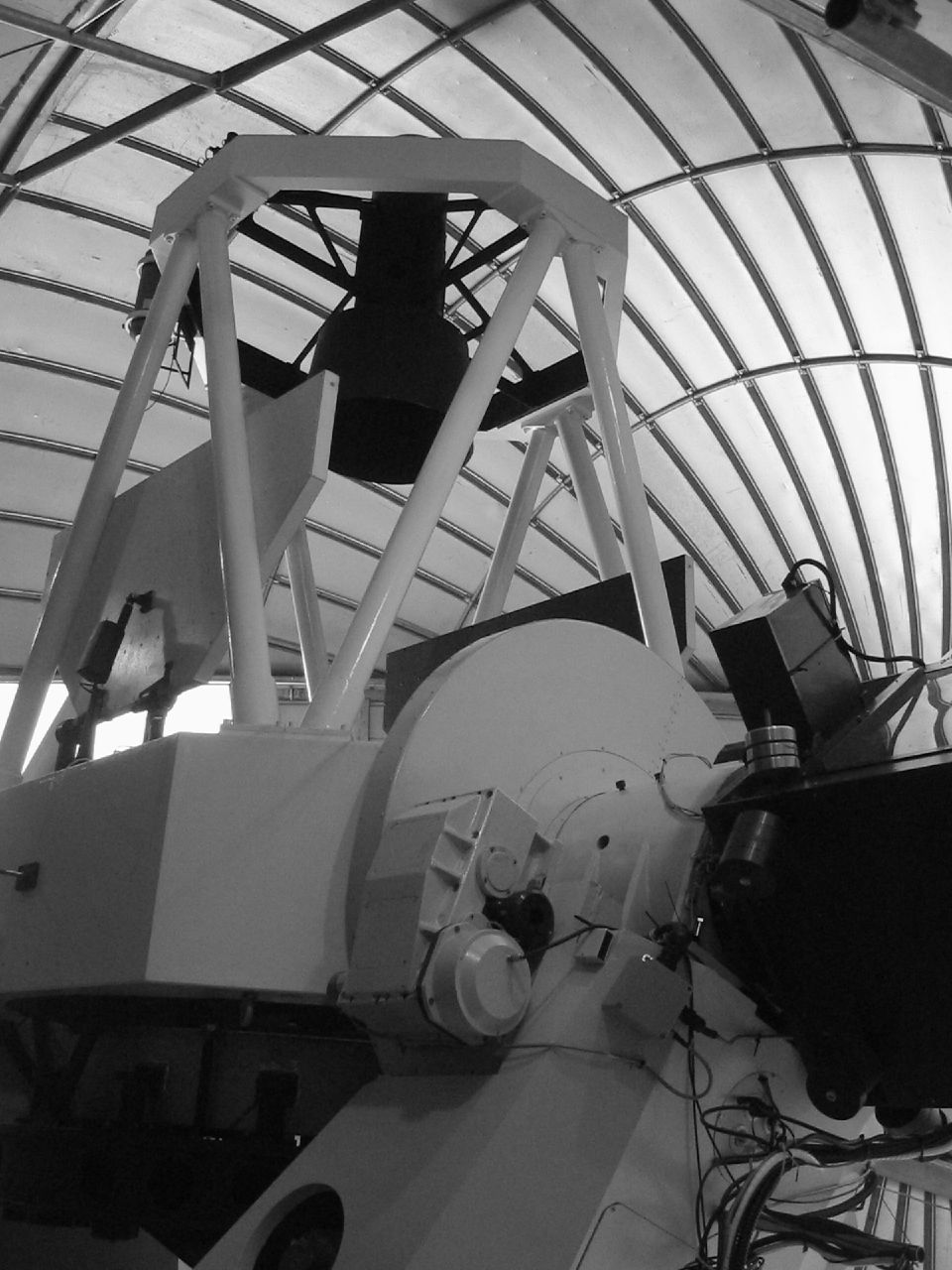
Um dos telescópios do Observatório da Serra Nevada.

O Instituto de Astrofísica da Andaluzia (IAA) é um centro de pesquisa espanhol localizado em Granada. Depende do Conselho Superior de Investigações Científicas (CSIC). As atividades do IAA estão relacionadas à pesquisa no campo da astrofísica e desenvolvimento de instrumentação para telescópios e naves espaciais. Seus programas científicos abrangem quatro principais áreas de astrofísica: (a) sistema solar; (B) formação, estrutura e evolução estelar; (C) estrutura e evolução galáctica e (d) cosmologia. O IAA foi criado como um centro da CSIC em julho de 1975. Atualmente, o IAA opera o Observatório da Serra Nevada e, em conjunto com o Instituto Max-Planck em Heidelberg, o Observatório de Calar Alto.